# Philipp Wilhelm Meußer
Philipp Wilhelm Meußer (* 19. Juli 1767 in Weickelsdorf bei Zeitz, Kurfürstentum Sachsen; † 2. Dezember 1828 in Spremberg, Königreich Preußen) war ein deutscher Geistlicher und evangelischer Superintendent in Spremberg.

## Leben
Der Vater Carl Heinrich Meußer war Pfarrer, die Mutter war Charlotte, geborene Lepsius. Die Familie zog bald nach Naumburg, wo der Vater Prediger an der Kirche St. Othmar wurde. Der Junge besuchte die dortige Domschule und studierte seit 1784 in Leipzig evangelische Theologie. Er erwarb dort den Abschluss eines Magisters. 
1791 war Meußer Nachmittagsprediger an der Kirche St. Petri in Leipzig.
1792 holte ihn der niederlausitzer Amtspräsident August Wilhelm von Trosky als Pfarrer in sein Dorf Groß Jehser in der Niederlausitz.
1805 wurde Meußer Pastor Primarius und Superintendent in Spremberg. Trotz erheblicher seelischer und körperlicher Probleme blieb er dies bis zu seinem Lebensende.
Philipp Wilhelm Meußer war mit Johanna Friederike Wilhelmine, einer Tochter des Generalsuperintendenten Gotthelf Christian Gretsel verheiratet. Die beiden hatten keine Kinder.
Philipp Wilhelm Meußer veröffentlichte eine didaktische Schrift Moralische Exempel des N. T., sowie Aufsätze, unter anderem in der Vaterländischen Monatsschrift und dem Wochenblatt für die Lausitz von Friedrich Gottlieb Heinrich Fielitz.